# الفرحة (صعدة)
الفرخاتية هي إحدى قرى الجمهورية اليمنية. وهي تتبع جغرافيًا لمحافظة صعدة. وإداريًا لمديرية منبة. يبلغ تعداد سكانها 8604 نسمة حسب الإحصاء الذي جرى عام 2004.